# Démolition d'un mur
Démolition d'un mur er en fransk stumfilm fra 1895 af Louis Lumière.